# Guarda de Ferro
A Guarda de Ferro (em romeno: Garda de Fier) foi um movimento militante revolucionário religioso fascista e partido político romeno fundado em 1927 por Corneliu Zelea Codreanu como a Legião do Arcanjo Miguel (Legiunea Arhanghelul Mihail; LAM) ou o Movimento Legionário (Mișcarea Legionară).  Era fortemente antidemocrático, anticomunista e antissemita. Ela diferia de outros movimentos europeus de extrema direita do período devido à sua base espiritual, já que a Guarda de Ferro estava profundamente imbuída do misticismo cristão ortodoxo romeno.
Em março de 1930, Codreanu formou a Guarda de Ferro como um ramo paramilitar da Legião, que em 1935 mudou seu nome oficial para o partido "Totul pentru Țară" — literalmente, "Tudo pelo País". Existiu até o início da Segunda Guerra Mundial, período em que chegou ao poder. Os membros eram chamados de Legionários ou, fora do movimento, "Camisas Verdes" por causa dos uniformes predominantemente verdes que usavam. 
Quando o marechal Ion Antonescu chegou ao poder em setembro de 1940, ele trouxe a Guarda de Ferro para o governo, criando o Estado Nacional Legionário. Em janeiro de 1941, após a rebelião dos Legionários, Antonescu usou o exército para reprimir o movimento, destruindo a organização; seu comandante, Horia Sima, junto com outros líderes, escapou para a Alemanha.

## Nome
A "Legião do Arcanjo Miguel" (em romeno: Legiunea Arhangelul Mihail) foi fundada por Corneliu Zelea Codreanu em 24 de junho de 1927 e liderada por ele até seu assassinato em 1938. Apesar de várias mudanças no nome da organização (intermitentemente proibida), os membros do movimento eram amplamente chamados de "legionários" (às vezes "legionários"; em romeno: legionarii) e a organização como a "Legião" ou o "Movimento Legionário".
Em março de 1930, Codreanu formou a "Guarda de Ferro" (em romeno: Garda de Fier) como um ramo político paramilitar da Legião; este nome acabou por se referir à própria Legião.  A partir de junho de 1935, a organização passou a usar o nome "Totul pentru Țară", que significa literalmente "Tudo pelo País", em contextos eleitorais. 

## História

### Fundação e ascensão

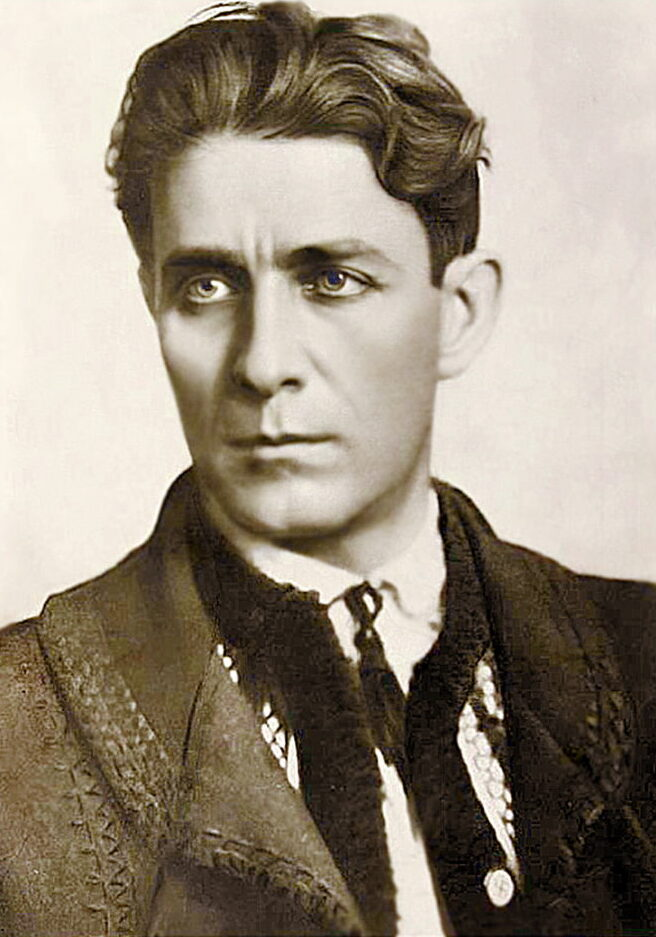
Corneliu Zelea Codreanu, o fundador da Guarda de Ferro

Em 1927, Corneliu Zelea Codreanu deixou a posição número dois (sob A.C. Cuza) no partido político romeno conhecido como Liga de Defesa Nacional-Cristã (Liga Apărării Național Creștine, LANC), e fundou a Legião do Arcanjo Miguel. 
A Legião diferia de outros movimentos fascistas porque tinha sua base de massa entre os camponeses e estudantes, e não entre veteranos militares. No entanto, os legionários compartilhavam o "respeito geral dos fascistas pelos veteranos de guerra". A Roménia tinha uma intelectualidade muito grande em relação à população em geral, com 2,0 estudantes universitários por cada mil habitantes, em comparação com 1,7 por cada mil habitantes na muito mais rica Alemanha, enquanto Bucareste tinha mais advogados na década de 1930 do que a cidade muito maior de Paris.  Mesmo antes da Grande Depressão mundial, as universidades romenas produziam muito mais graduados do que o número de empregos disponíveis e a Grande Depressão na Romênia limitou drasticamente as oportunidades de emprego da intelectualidade, que se voltou para a Guarda de Ferro por frustração.  Muitos romenos ortodoxos, tendo obtido um diploma universitário, que esperavam ser sua passagem para a classe média, ficaram furiosos ao descobrir que os empregos que esperavam não existiam e passaram a abraçar a mensagem da Legião de que eram os judeus que os estavam impedindo de encontrar o emprego de classe média que desejavam.
Além disso, a Roménia tinha sido tradicionalmente dominada por uma elite francófila, que preferia falar francês em vez de romeno em privado e que afirmava que as suas políticas estavam a levar a Roménia para o Ocidente, com o Partido Liberal Nacional, em particular, a sustentar que as suas políticas económicas iriam industrializar a Roménia.  A Grande Depressão nacional pareceu mostrar a falência literal destas políticas e muitos dos jovens intelectuais romenos, especialmente estudantes universitários, foram atraídos pela glorificação do "génio romeno" pela Guarda de Ferro e pelos seus líderes que se gabavam de terem orgulho em falar romeno.  O historiador israelita de origem romena, Jean Ancel, escreveu que, a partir de meados do século XIX, a intelectualidade romena teve uma "atitude esquizofrénica em relação ao Ocidente e aos seus valores". 
A Roménia foi um país fortemente francófilo desde 1859, quando os Principados Unidos foram criados, dando à Roménia uma independência efectiva do Império Otomano (um acontecimento amplamente tornado possível pela diplomacia francesa que pressionou os otomanos em nome dos romenos), e a partir dessa altura, a maior parte da intelectualidade romena declarou-se crente nas ideias francesas sobre o apelo universal da democracia, da liberdade e dos direitos humanos, ao mesmo tempo que mantinha opiniões antissemitas sobre a minoria judaica da Roménia.  Apesar do antissemitismo, a maior parte da intelectualidade romena acreditava que a França não era apenas a "irmã latina" da Romênia, mas também uma "grande irmã latina" que guiaria sua "pequena irmã latina" Romênia pelo caminho correto. Ancel escreveu que Codreanu foi o primeiro romeno significativo a rejeitar não apenas a francofilia predominante da intelectualidade, mas também todo o arcabouço de valores democráticos universais, que Codreanu alegou serem "invenções judaicas" destinadas a destruir a Romênia. 
Em contraste com a ideia tradicional de que a Roménia seguiria o caminho da sua "irmã latina" França, Codreanu promoveu um ultranacionalismo xenófobo e exclusivo, onde a Roménia seguiria o seu próprio caminho e rejeitaria as ideias francesas sobre valores universais e direitos humanos.  Num afastamento acentuado das ideias tradicionais defendidas pela elite sobre transformar a Roménia na "França da Europa de Leste" modernizada e ocidentalizada, a Legião exigiu um regresso aos valores tradicionais ortodoxos orientais do passado e glorificou a cultura camponesa e os costumes populares da Roménia como a personificação viva do "génio romeno". 
Os líderes da Guarda de Ferro usavam frequentemente trajes tradicionais de camponeses com crucifixos e sacos de terra romena em volta do pescoço para enfatizar o seu compromisso com os valores populares romenos autênticos, em contraste marcante com a elite francófila da Roménia que preferia vestir-se ao estilo das últimas modas de Paris.  O fato de muitos membros da elite romena serem frequentemente corruptos e de muito pouco das vastas somas de dinheiro geradas pelo petróleo romeno chegar aos bolsos das pessoas comuns aumentou ainda mais o apelo da Legião, que denunciou toda a elite como irremediavelmente corrupta.
Com Codreanu como um líder carismático, a Legião era conhecida por sua propaganda habilidosa, incluindo um uso muito capaz do espetáculo. Utilizando marchas, procissões religiosas, hinos e antífonas patrióticas e partidárias, juntamente com trabalho voluntário e campanhas de caridade em áreas rurais, em apoio ao anticomunismo, a Liga se apresentou como uma alternativa aos partidos corruptos. Inicialmente, a Guarda de Ferro esperava abranger qualquer facção política, independentemente de sua posição no espectro político, que desejasse combater a ascensão do comunismo na URSS.
A Guarda de Ferro era propositalmente antissemita, promovendo a ideia de que a "agressão rabínica contra o mundo cristão" — que se manifestava através da Maçonaria, do freudianismo, da homossexualidade, do ateísmo, do marxismo, do bolchevismo e da guerra civil na Espanha — estava minando a sociedade. 
O governo Vaida-Voevod proibiu a Guarda de Ferro em janeiro de 1931.   Em 10 de dezembro de 1933, o primeiro-ministro liberal romeno Ion Duca proibiu a Guarda de Ferro.  Após um breve período de prisões, espancamentos, torturas e até assassinatos (18 membros do Movimento Legionário foram mortos pela força policial), os membros da Guarda de Ferro retaliaram em 29 de dezembro de 1933, assassinando Duca na plataforma da estação ferroviária de Sinaia. 

### Luta pelo poder
Nas eleições parlamentares de 1937, a Legião ficou em terceiro lugar com 15,5% dos votos, atrás dos Partidos Nacional Liberal e Nacional Camponê . O Rei Carlos II se opôs fortemente aos objetivos políticos da Legião e conseguiu mantê-los fora do governo até que ele próprio foi forçado a abdicar em 1940. Durante esse período, a Legião geralmente era alvo de perseguição. Em 10 de fevereiro de 1938, o rei dissolveu o governo e iniciou uma ditadura real.
Codreanu aconselhou a Legião a aceitar o novo regime. Entretanto, o Ministro do Interior, Armand Călinescu, não confiava em Codreanu e ordenou sua prisão em 16 de abril. Percebendo que o governo estava procurando uma desculpa para executá-lo, Codreanu ordenou que o comandante interino da Legião, Horia Sima, não tomasse nenhuma atitude a menos que houvesse evidências de que ele estava em perigo imediato. Entretanto, Sima, que era conhecido por sua veia violenta, lançou uma onda de atividades terroristas no outono. Codreanu soube disso e ordenou que a violência acabasse. 
O pedido chegou tarde demais. Na noite de 29 para 30 de novembro de 1938, Codreanu e vários outros legionários foram estrangulados até a morte por sua escolta da Gendarmaria, supostamente durante uma tentativa de fuga da prisão. É geralmente aceito que não houve nenhuma tentativa de fuga, e que Codreanu e os outros foram mortos por ordem do rei, provavelmente em reação ao assassinato de um parente (algumas fontes dizem um "amigo") de Călinescu por legionários em 24 de novembro de 1938. Após a decisão de Carol de esmagar a Guarda de Ferro, muitos membros da Legião fugiram para o exílio na Alemanha, onde receberam apoio material e financeiro do NSDAP, especialmente da SS e do Gabinete de Política Estrangeira de Alfred Rosenberg. 
Durante grande parte do período entreguerras, a Romênia esteve na esfera de influência francesa e, em 1926, a Romênia assinou um tratado de aliança com a França. Após a remilitarização da Renânia em março de 1936, Carol começou a se afastar da aliança tradicional com a França, à medida que crescia na Romênia o medo de que os franceses não fariam nada em caso de agressão alemã na Europa Oriental, mas o regime de Carol ainda era considerado essencialmente pró-França. Do ponto de vista alemão, a Guarda de Ferro era considerada muito preferível ao Rei Carol. A ditadura real durou pouco mais de um ano. Em 7 de março de 1939, um novo governo foi formado com Călinescu como primeiro-ministro; em 21 de setembro de 1939, ele foi assassinado por legionários que vingavam Codreanu. Călinescu era a favor de uma política externa em que a Roménia manteria uma neutralidade pró-Aliados na Segunda Guerra Mundial e, como tal, a SS teve um papel na organização do assassinato de Călinescu.  Seguiram-se novas rondas de carnificina mútua, com o governo a massacrar mais de 300 legionários em todo o país, em represália. 

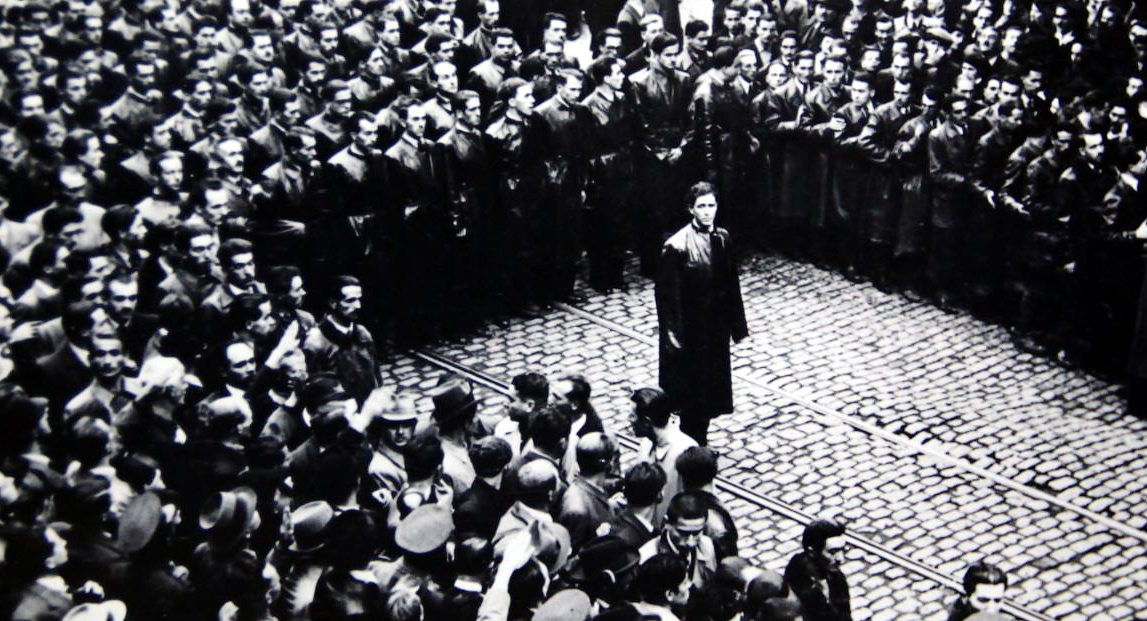
Corneliu Zelea Codreanu e membros da Guarda de Ferro em 1937

Além do conflito com o rei, uma batalha interna pelo poder ocorreu após a morte de Codreanu. Ondas de repressão quase eliminaram a liderança original da Legião em 1939, promovendo membros de segundo escalão à linha de frente. De acordo com um relatório secreto arquivado pelo secretário político húngaro em Bucareste no final de 1940, existiam três facções principais: o grupo reunido em torno de Sima, um líder local dinâmico do Banat, que era o mais pragmático e menos ortodoxo em sua orientação; o grupo composto pelo pai de Codreanu, Ion Zelea Codreanu, e seus irmãos (que desprezavam Sima); e o grupo Moța-Marin, que queria fortalecer o caráter religioso do movimento.
Após um longo período de confusão, Sima, representando a ala menos radical da Legião, superou toda a concorrência e assumiu a liderança, sendo reconhecido como tal em 6 de setembro de 1940 pelo Fórum Legionário, um órgão criado por sua iniciativa. Em 28 de setembro, o ancião Codreanu invadiu a sede da Legião em Bucareste (a Casa Verde) em uma tentativa malsucedida de se instalar como líder.  Sima era próximo do SS Volksgruppenführer Andreas Schmidt, um volksdeutsch (alemão étnico) da Romênia, e por meio dele tornou-se próximo do sogro de Schmidt, o poderoso Gottlob Berger, que chefiava o Escritório Principal da SS em Berlim.  A historiadora britânica Rebecca Haynes argumentou que o apoio financeiro e organizacional da SS foi um fator importante na ascensão de Sima. 

### Ascensão de Sima
Nos primeiros meses da Segunda Guerra Mundial, a Romênia era oficialmente neutra. Entretanto, o Pacto Molotov-Ribbentrop de 23 de agosto de 1939, inicialmente um documento secreto, estipulava, entre outras coisas, o interesse soviético na Bessarábia. Após a invasão da Polônia pela Alemanha Nazista em 1º de setembro, à qual se juntou a União Soviética em 17 de setembro, a Romênia concedeu refúgio aos membros do governo e do exército polonês em fuga. Mesmo após o assassinato de Călinescu em 21 de setembro, o Rei Carol tentou manter a neutralidade, mas a posterior rendição francesa à Alemanha e a retirada britânica da Europa os tornaram incapazes de cumprir suas garantias à Romênia. Uma inclinação para as potências do Eixo era provavelmente inevitável. 
Esse alinhamento político era obviamente favorável aos legionários sobreviventes e tornou-se ainda mais favorável após a queda da França em maio de 1940. Sima e vários outros legionários que se refugiaram na Alemanha começaram a retornar para a Romênia. Um mês após a queda da França, Carlos reestruturou o partido único de seu regime, a Frente Nacional do Renascimento, no mais abertamente totalitário "Partido da Nação", e convidou vários legionários para participar do governo reestruturado. Em 4 de julho, Sima e outros dois legionários importantes se juntaram ao governo de Ion Gigurtu. No entanto, eles renunciaram após apenas um mês devido à crescente pressão para que Carol abdicasse. 
A Segunda Concessão de Viena, que forçou a Romênia a ceder grande parte do norte da Transilvânia para a Hungria, irritou os romenos de todas as tendências políticas e praticamente destruiu Carol politicamente. Apesar disso, um golpe legionário em 3 de setembro falhou. 

## Histórico eleitoral
Nas eleições de 1927 e 1931, o movimento concorreu à Câmara dos Deputados como Legião do Arcanjo Miguel. Em 1932, tornou-se o Grupo Codreanu e conquistou cinco das 387 cadeiras. Não competiu na eleição de 1928 e foi banido em 1933. Na eleição de 1937, o partido se apresentou como Tudo pelo País, conquistando 66 das 387 cadeiras. Na eleição de 1939, todos os partidos de oposição foram banidos. 
| Eleição             | Votos                                                                        | Porcentagem    | Assembleia     | Senado         | Classificação                                                      | Notas                                                               |
| ------------------- | ---------------------------------------------------------------------------- | -------------- | -------------- | -------------- | ------------------------------------------------------------------ | ------------------------------------------------------------------- |
| 1927                | 10,761                                                                       | 0.4%           | 0 / 387        | 0 / 113        | 8º                                                                 | Oposição extraparlamentar ao governo do PNL (1927–1928)             |
| 1928                | Não participou                                                               | Não participou | Não participou | Não participou | Não participou                                                     | Oposição ao governo do PNȚ (1928–1931)                              |
| 1928                | Não participou                                                               | Não participou | Não participou | Não participou | Não participou                                                     | Oposição extraparlamentar ao governo minoritário do PND (1931)      |
| 1931                | 30,783                                                                       | 1.1%           | 0 / 387        | 0 / 113        | 12º                                                                | Oposição extraparlamentar ao governo minoritário do PND (1931–1932) |
| 1931                | 30,783                                                                       | 1.1%           | 0 / 387        | 0 / 113        | 12º                                                                | Oposição ao governo do PNȚ (1932)                                   |
| 1932                | 70,674                                                                       | 2.4%           | 5 / 387        | 0 / 113        | 9º                                                                 | Oposição ao governo do PNȚ (1932–1933)                              |
| 1933                | Partido banido                                                               | 0 / 387        | 0 / 108        | –              | Oposição extraparlamentar ao governo do PNL (1933–1937)            |                                                                     |
| 1937                | 478,378                                                                      | 15.8%          | 66 / 387       | 4 / 113        | 3º (como TpȚ)                                                      | Apoio ao governo minoritário do PNC (1937–1938)                     |
| Parlamento suspenso | Oposição extraparlamentar ao governo monárquico de Miron Cristea (1938–1939) |                |                |                |                                                                    |                                                                     |
| 1939                | Partido banido                                                               | 0 / 258        | 0 / 88         | –              | Oposição extraparlamentar ao governo monárquico da FRN (1939–1940) |                                                                     |
| Parlamento suspenso | Governo da LAM (1940–1941)                                                   |                |                |                |                                                                    |                                                                     |

## No poder
O Rei Carlos II nomeou o General (mais tarde Marechal) Ion Antonescu como primeiro-ministro, em parte por causa dos laços estreitos do general com a Legião. Sem que Carlos soubesse, porém, Antonescu havia secretamente chegado a um acordo com outras figuras políticas para expulsar o rei.  Em meio à indignação popular na Segunda Concessão de Viena, a posição de Carlos tornou-se insustentável, e ele foi forçado a abdicar em favor de seu filho Michael, que rapidamente confirmou os poderes ditatoriais de Antonescu e lhe concedeu o título de Conducător (líder) da Romênia.
Embora Antonescu fosse um ultranacionalista e autoritário, sua primeira preferência era formar um governo de unidade nacional, no qual todos os partidos o aceitariam como ditador. Entretanto, com exceção da Legião, os outros partidos queriam pelo menos manter a aparência de governo parlamentar. A Legião, por outro lado, apoiou totalmente a visão de Antonescu de um regime ultranacionalista e autoritário. Com isso em mente, Antonescu formou uma aliança com a Legião em 15 de setembro. Como parte do acordo, a Romênia foi proclamada um "Estado Legionário Nacional", com a Legião como o único partido legal do país. Antonescu se tornou o líder honorário da Legião. Sima tornou-se vice-primeiro-ministro e outros quatro legionários juntaram-se a Sima no gabinete.  A Guarda de Ferro foi o único movimento fascista fora da Alemanha e da Itália a chegar ao poder sem assistência estrangeira.  
Uma vez no poder, de 14 de setembro de 1940 a 21 de janeiro de 1941, a Legião aumentou o nível da já severa legislação antissemita e prosseguiu, com impunidade, uma campanha de pogroms e assassinatos políticos. Em 27 de novembro de 1940, mais de 60 ex-dignitários ou oficiais foram executados na prisão de Jilava enquanto aguardavam julgamento. No dia seguinte, o historiador e ex-primeiro-ministro Nicolae Iorga e o teórico econômico Virgil Madgearu foram assassinados; tentativas de assassinato foram feitas contra os ex-primeiros-ministros e apoiadores da Carol, Constantin Argetoianu, Guță Tătărescu e Ion Gigurtu, mas eles foram libertados das mãos da polícia legionária e colocados sob proteção militar.

### Armamentos
Como uma força paramilitar, a Guarda de Ferro não teve escassez de armas de fogo enquanto estava no poder. No início de 1941, só em Bucareste, os Legionários tinham 5.000 armas (rifles, revólveres e metralhadoras), bem como inúmeras granadas de mão.  Incluída em suas armas pequenas estava a submetralhadora MP28/II fornecida pela SD de Himmler.  A Legião também possuía uma pequena força blindada, em grande parte simbólica, de quatro veículos: dois carros blindados da polícia e dois Renault UE Chenillettes da fábrica de Malaxa.  A fábrica de Malaxa produzia sob licença estes veículos blindados franceses desde meados de 1939,  e, além das duas máquinas, a fábrica também fornecia à Legião metralhadoras e rifles.  Para o transporte, a Legião possuía quase 200 camiões só em Bucareste. 

## Fracasso e dissolução
Uma vez no poder, Sima e Antonescu discutiram amargamente. Segundo o historiador Stanley G. Payne, Antonescu pretendia criar uma situação análoga à do regime de Francisco Franco na Espanha, na qual a Legião estaria subordinada ao Estado. Ele exigiu que Sima lhe cedesse a liderança geral da Legião, mas Sima recusou. 
Sima exigiu que o governo seguisse o "espírito legionário" e que todos os principais cargos fossem ocupados por legionários. Outros grupos deveriam ser dissolvidos. A política econômica, disse Sima, deve ser coordenada de perto com a Alemanha. Antonescu rejeitou as exigências de Sima e ficou alarmado com os esquadrões da morte da Guarda de Ferro . Ele decidiu esperar até ter a chance de destruir a Legião de uma vez por todas. Em 14 de janeiro de 1941, após obter a aprovação pessoal de Hitler e com o apoio do exército romeno e de outros líderes políticos, Antonescu avançou. A Guarda iniciou uma última tentativa de golpe, mas numa guerra civil de três dias, Antonescu venceu decisivamente com o apoio dos exércitos romeno e alemão.  Durante o período que antecedeu a tentativa de golpe, diferentes facções do governo alemão apoiaram diferentes lados na Romênia, com a SS apoiando a Guarda de Ferro, enquanto os militares e o Auswärtiges Amt apoiaram o General Antonescu. O Barão Otto von Bolschwing da SS, que estava estacionado na embaixada alemã em Bucareste, desempenhou um papel importante no contrabando de armas para a Guarda de Ferro.  
Durante a crise, membros da Guarda de Ferro instigaram um pogrom mortal em Bucareste. Particularmente horrível foi o assassinato de dezenas de civis judeus no matadouro de Bucareste. Os perpetradores enforcaram os judeus em ganchos de carne e depois mutilaram-nos e mataram-nos numa paródia cruel das práticas de abate kosher.   O embaixador americano na Romênia, Franklin Mott Gunther, que visitou o frigorífico onde os judeus foram abatidos, com cartazes com os dizeres "carne kosher", relatou a Washington: "Sessenta cadáveres de judeus foram descobertos nos ganchos usados para carcaças. Todos foram esfolados... e a quantidade de sangue era evidência de que haviam sido esfolados vivos".  Gunther escreveu que ficou especialmente chocado ao saber que uma das vítimas judias penduradas nos ganchos de carne era uma menina de 5 anos.  Sima e outros legionários foram ajudados pelos alemães a escapar para a Alemanha.
Durante a rebelião e o pogrom, a Guarda de Ferro matou 125 judeus, enquanto 30 soldados morreram no confronto com os rebeldes. Depois disso, o movimento da Guarda de Ferro foi banido e 9.000 de seus membros foram presos. Em 22 de junho de 1941, os Guardas de Ferro presos em Iaşi desde janeiro pelo regime de Antonescu foram libertados da prisão e organizados e armados pela polícia como parte dos preparativos para o pogrom de Iaşi.  Quando se tratava de matar judeus, o regime de Antonescu e a Guarda de Ferro foram capazes de encontrar um ponto em comum, apesar do golpe fracassado em janeiro de 1941; Antonescu era tão virulentamente antissemita quanto a Guarda. Quando o pogrom começou em Iaşi, em 27 de junho de 1941, os Guardas de Ferro, armados com pés de cabra e facas, desempenharam um papel importante na liderança das turbas que massacraram judeus nas ruas de Iaşi, num dos pogroms mais sangrentos de sempre na Europa. 
Entre 1944 e 1947, a Romênia teve um governo de coalizão no qual os comunistas desempenharam um papel de liderança, mas ainda não dominante. O jornalista Edward Behr afirmou que no início de 1947, um acordo secreto foi assinado pelos líderes da Guarda de Ferro exilada em campos de deslocados (DP) na Alemanha e na Áustria e pelo Partido Comunista Romeno, segundo o qual todos os legionários nos campos de DP, exceto aqueles acusados do assassinato de comunistas, poderiam retornar para casa na Romênia; em troca, os legionários trabalhariam como bandidos para aterrorizar a oposição anticomunista como parte de um plano para a tomada comunista final da Romênia.  Behr afirmou ainda que nos meses seguintes ao "pacto de não agressão" entre os comunistas e a Legião, milhares de legionários regressaram à Roménia, onde desempenharam um papel de destaque ao trabalhar para o Ministério do Interior, quebrando a oposição ao emergente governo socialista. 
Vários legionários importantes e seus associados, incluindo Horia Sima, Constantin Papanace e Ilie Gârneață, entre outros, continuaram a viver no exílio e a se organizar politicamente muito depois da Segunda Guerra Mundial. Sob a liderança de Sima e com financiamento da OTAN, os legionários foram secretamente lançados de paraquedas na Romênia em 1949, com o objetivo de derrubar o governo comunista. Grupos de resistência anticomunistas relacionados também receberam financiamento da Agência Central de Inteligência.  Na década de 1950, grupos de legionários exilados formaram uma rede de organizações políticas, culturais e "religiosas" na Espanha, França, Itália, Alemanha, Áustria, Canadá, Estados Unidos e América do Sul.  Através destas organizações, continuaram a publicar literatura legionária, anticomunista ou ultranacionalista; também forjaram ligações com outros movimentos ultranacionalistas ou fascistas e tentaram recrutar novos membros.  Com financiamento de apoiadores, um monumento foi erguido para Ion Moța e Vasile Marin em Majadahonda, Espanha, em meados da década de 1970. 

## Descrição

### Ideologia

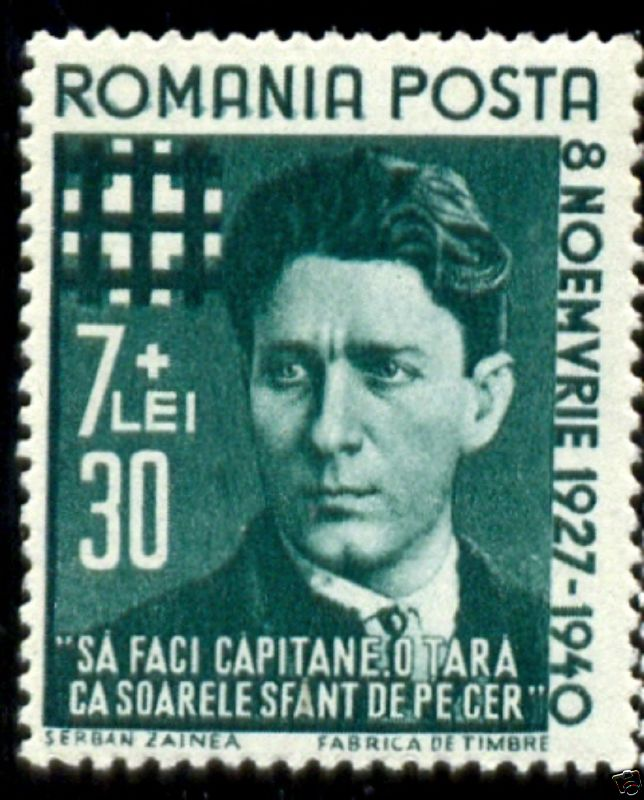
Selo de 1940 com o símbolo da Guarda de Ferro sobre uma cruz branca que representava uma de suas iniciativas humanitárias.

O historiador Stanley G. Payne escreve em seu estudo sobre o fascismo: "A Legião foi indiscutivelmente o movimento de massa mais incomum da Europa entre guerras".  Ela se distinguiu entre outros movimentos fascistas europeus contemporâneos em relação à sua compreensão do nacionalismo, que estava indelevelmente ligado à religião. De acordo com Ioanid Radu, a Legião "insere voluntariamente fortes elementos do cristianismo ortodoxo em sua ideologia política, a ponto de se tornar um dos raros movimentos políticos europeus modernos com uma estrutura ideológica religiosa".
O líder do movimento, Corneliu Zelea Codreanu, era um nacionalista religioso que visava uma ressurreição espiritual para a nação, escrevendo que o movimento era uma "escola espiritual... [que] ataca para transformar e revolucionar a alma romena".   De acordo com a filosofia de Codreanu, a vida humana era uma guerra política pecaminosa e violenta, que acabaria sendo transcendida pela nação espiritual. Neste esquema, o Legionário pode ter que realizar ações além da simples vontade de lutar, suprimindo o instinto de preservação em prol do país. 
Como muitos outros movimentos fascistas, a Legião clamava por um "novo homem" revolucionário, embora isso não fosse definido em termos físicos, como entre os nazistas, mas visava recriar e purificar a si mesmo para aproximar toda a nação de Deus.
Uma das qualidades desse novo homem era o altruísmo. Codreanu escreveu: "Quando um político entra num partido, a primeira pergunta que ele faz é 'o que posso ganhar com isso?... quando um legionário entra na Legião, ele diz 'Para mim, não quero nada'". 
A Legião não tinha uma política económica bem desenvolvida e consistente, embora geralmente promovesse a ideia de uma economia comunitária ou nacional, rejeitando o capitalismo por ser excessivamente materialista. 
O movimento considerava que seus principais inimigos eram a atual liderança política e os judeus.

### Estilo
Os membros usavam uniformes verde-escuros, que simbolizavam a renovação, e por isso eram ocasionalmente chamados de "camisas verdes" (Cămășile verzi). Assim como seus equivalentes fascistas na Itália, Espanha e Alemanha, os legionários se cumprimentavam usando a saudação romana. 
O símbolo principal da Guarda de Ferro era uma cruz tripla (uma variante da cruz tripla com rebordo e trastes), representando as grades da prisão (como um símbolo de martírio), (Unicode: U+2A69 ⩩) e às vezes chamada de "Cruz do Arcanjo Miguel" (Crucea Arhanghelului Mihail). 
A Legião desenvolveu um culto ao martírio e ao auto-sacrifício, melhor exemplificado pelo grupo de ação Echipa morții, ou "Esquadrão da Morte". Codreanu afirmou que o nome foi escolhido porque os membros estavam prontos para aceitar a morte enquanto faziam campanha pela organização.  [d] Um capítulo da Legião era chamado de cuib, ou "ninho", e era organizado em torno das virtudes da disciplina, do trabalho, do silêncio, da educação, da ajuda mútua e da honra.

### A Guarda de Ferro e gênero
De acordo com um relatório policial de 1933, 8% dos membros da Guarda de Ferro eram mulheres, enquanto um relatório policial de 1938 colocou o número em 11%.  Parte da razão para a esmagadora maioria dos membros masculinos da Guarda de Ferro foi que um número desproporcional de legionários eram estudantes universitários e muito poucas mulheres frequentaram a universidade na Roménia durante o período entre guerras.  Na língua romena, os plurais são atribuídos à maioria dos substantivos que têm uma forma masculina ou feminina.  Palavras em inglês que são neutras em termos de gênero, como "jovem" ou "membro", são usadas em romeno para se referir a homens ou mulheres romenos, homens ou mulheres jovens e membros masculinos ou femininos.  A Guarda de Ferro quase sempre usou o plural masculino em seus escritos e discursos, o que pode talvez sugerir que eles tinham um público masculino em mente, embora em romeno, como na maioria das línguas, o plural masculino também seja usado para grupos mistos. 
A Guarda de Ferro explicou que o problema da pobreza na Roménia era devido à colonização contínua da Roménia pelos judeus, o que impedia os romenos cristãos de progredirem economicamente.  A solução para esse problema percebido era expulsar os judeus da Romênia, o que, segundo a Guarda de Ferro, finalmente permitiria que os romenos ortodoxos orientais ascendessem à classe média. A Guarda de Ferro afirmou que esta colonização judaica se devia à falta de coragem masculina para proteger os seus interesses na maioria dos homens romenos.  A Guarda de Ferro argumentou que os homens romenos tinham sido "emasculados" e sofriam de "esterilidade", que um dos Guardas de Ferro, Alexandru Cantacuzino, chamou de "praga do presente" num ensaio de 1937.  Notavelmente, o termo usado por Cantacuzino foi o masculino sterilitate em vez do feminino stearpă.  Os Guardas de Ferro falavam constantemente, numa retórica visceralmente sexualizada, da necessidade de criar um “novo homem” cuja virilidade e força libertariam os homens romenos da sua emasculação. 

## Legado
O nome Garda de Fier também é usado por um pequeno grupo nacionalista ativo na Romênia pós- comunista.
Existem várias organizações contemporâneas de extrema-direita na Romênia, como a Totul pentru țară (Tudo pelo país), que existiu até ser proibida em 2015, e a Noua Dreaptă (A Nova Direita), esta última se considerando herdeira da filosofia política da Guarda de Ferro, incluindo o culto à personalidade centrado em Corneliu Codreanu; no entanto, o grupo usa a cruz celta, que não está associada ao legionarismo. 

### Arquitetura legionária
Através dos seus campos de trabalho de verão, os Legionários realizaram trabalho voluntário envolvendo a construção e reparação de estradas, pontes, igrejas e escolas em áreas rurais.   Uma construção notável da Guarda de Ferro é a "Casa Verde". Construído no estilo arquitetônico romeno, este edifício nos arredores de Bucareste na década de 1930 serviu como sede da Legião e lar de Codreanu.   A intenção desses acampamentos era cultivar o atletismo, a disciplina, o senso de comunidade e a eliminação de certas divisões sociais. Horia Sima afirmou que os campos "destruíram o preconceito de classe" ao unir pessoas de diferentes classes. Os participantes não tinham permissão para sair do acampamento, exceto em emergências, e em seu tempo livre deveriam ler literatura. Após a conclusão do período de acampamento, um diploma foi recebido. 

### Comemorações públicas

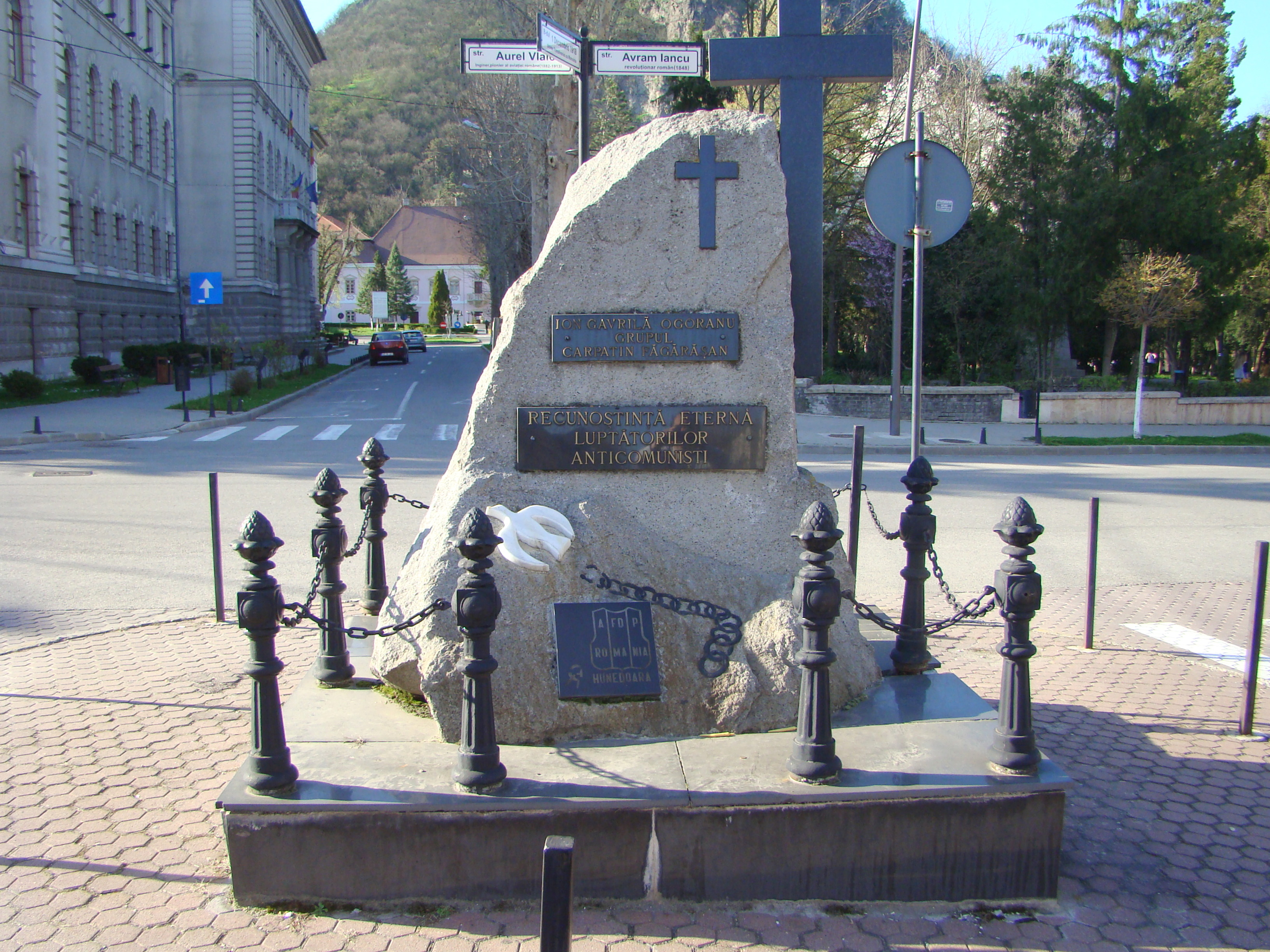
O "Monumento dos combatentes anticomunistas" em Deva, em memória de um membro da Guarda de Ferro (Ion Gavrilă Ogoranu)

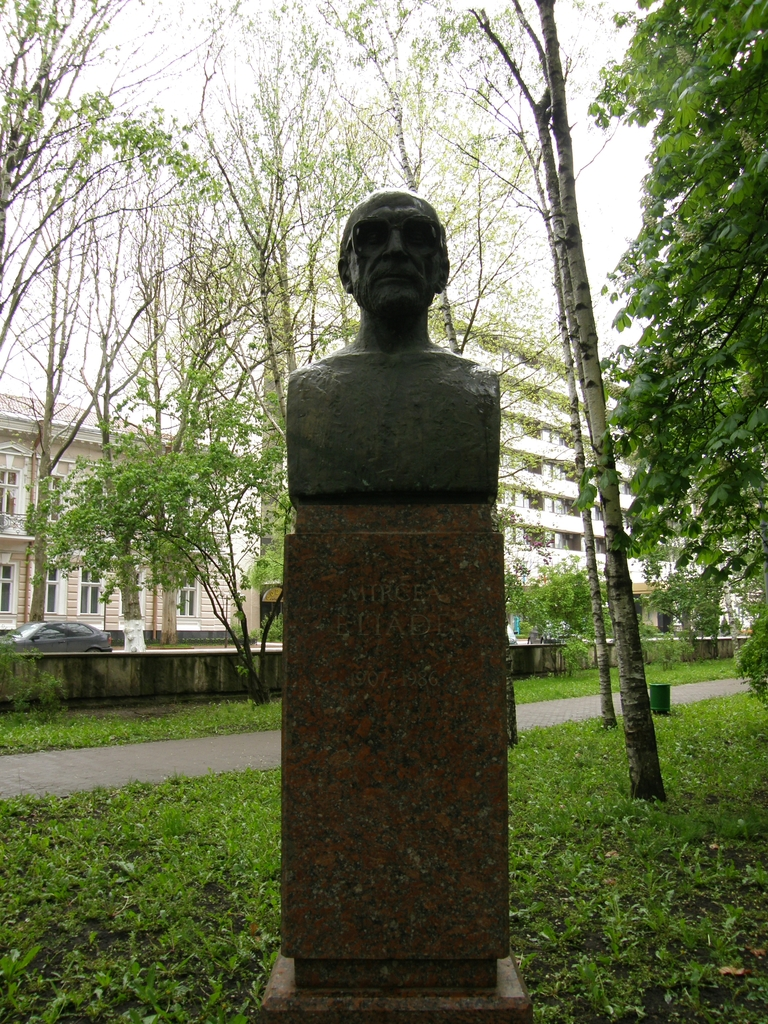
Um busto de Mircea Eliade

A Guarda de Ferro é atualmente comemorada na Romênia e em outros lugares por meio de exibições públicas permanentes (monumentos e nomes de ruas), bem como distinções públicas (como cidadania honorária póstuma) dedicadas a alguns de seus membros. Alguns exemplos incluem:
- Corneliu Zelea Codreanu, líder da Guarda de Ferro, tem uma cruz à beira da estrada a poucos quilômetros de Bucareste, perto de Buftea. Ela foi construída no local onde ele foi executado em 1938. O local serve como um destino atual para neolegionários, que regularmente se reúnem lá para homenagear Codreanu. Ocasionalmente, membros de partidos extremistas de direita de fora da Romênia (como Alemanha, Suécia e Itália) também participam dessas cerimônias. Em 2012, o Instituto Elie Wiesel notificou o promotor-geral romeno sobre o monumento, alegando que dois símbolos exibidos no local – o logotipo da Guarda de Ferro e uma fotografia de Codreanu – eram ilegais. O promotor decidiu que o memorial não violava a lei, porque Codreanu não havia sido condenado por crimes contra a paz ou crimes contra a humanidade, e porque os símbolos exibidos não são propaganda. Finalmente, o promotor se referiu a uma exceção legal que afirmava que o uso público de tais símbolos é permitido se servir a fins educacionais, acadêmicos ou artísticos. No entanto, o promotor também constatou que o mastro e a cerca não possuíam alvará de construção, por isso foram removidos. A cruz em si foi deixada no lugar.[89][90]
- Radu Gyr era um comandante e ideólogo da Guarda de Ferro que foi condenado por crimes de guerra. O Instituto Wiesel solicitou a renomeação da Rua Radu Gyr em Cluj-Napoca. Até dezembro de 2017, a rua ainda não havia sido renomeada.[91]
- Valeriu Gafencu foi um legionário ativo durante a Rebelião Legionária. Atualmente, é cidadão honorário da cidade de Târgu Ocna.[92]
- Ion Gavrilă Ogoranu foi um dos principais líderes do movimento de resistência anticomunista romeno, mas antes disso foi membro da Guarda de Ferro. Atualmente, ele possui um monumento em sua memória em Deva, além de uma fundação que leva seu nome. A Fundação neolegionária "Ion Gavrilă Ogoranu" atua ativamente na promoção da memória da Guarda de Ferro, como quando organizou um simpósio dedicado a Gogu Puiu, um proeminente líder da Guarda de Ferro, em janeiro de 2016. Um filme sobre a vida de Ogoranu, "Retrato do Combatente Quando Jovem", foi produzido em 2010.[93]
- Ion Moța e Vasile Marin foram dois legionários que foram mortos durante a Guerra Civil Espanhola em 13 de janeiro de 1937 enquanto lutavam ao lado de Franco. Em Majadahonda, local de suas mortes, um monumento foi erguido em sua homenagem.[94][95][96]
- Mihail Manoilescu foi um economista e político, governador do Banco Nacional da Romênia entre junho e novembro de 1931. Em 1937, juntou-se à Guarda de Ferro quando concorreu a senador na lista da Totul pentru Țară, uma organização estabelecida pela Guarda de Ferro. Ele conseguiu se tornar senador após a eleição. Suas opiniões correspondiam em grande medida à ideologia da Guarda de Ferro. Em 1948, foi detido na Prisão de Sighet, onde morreu em 1950. Ele nunca foi julgado e, portanto, nunca foi condenado. [97] Em 14 de abril de 2016, o Banco Nacional da Romênia emitiu um conjunto de moedas comemorativas em homenagem a três ex-governadores de bancos. Manoilescu, que liderou o banco por vários meses em 1931, estava entre eles. A inclusão de Manoilescu gerou fortes protestos do Instituto Wiesel, sob a justificativa de sua defesa da ideologia fascista e do antissemitismo antes da Segunda Guerra Mundial. Apesar das críticas, o Banco não retirou a moeda.[98][99]
- O historiador Mircea Eliade foi talvez a pessoa mais conhecida a ter sido membro da Guarda de Ferro. Assim como Manoilescu, sua filiação foi resultado de sua adesão ao Totul pentru Țară.[100] Eliade é atualmente homenageado por vários meios, que vão de selos a bustos.

### Guarda de Ferro em outros países
O extinto partido neonazista dos Trabalhadores Tradicionalistas dos Estados Unidos, da Frente Nacionalista, foi influenciado por Corneliu Zelia Codreanu para sua ideologia. O líder do grupo, Matthew Heimbach (um católico convertido ao cristianismo ortodoxo) foi fotografado vestindo uma camiseta promovendo Codreanu e o símbolo da Cruz do Arcanjo Miguel da Guarda de Ferro após o comício mortal Unite the Right em Charlottesville, Virgínia.  A Cruz do Arcanjo Miguel estava entre os símbolos estampados nas armas de fogo usadas por Brenton Tarrant durante os tiroteios na mesquita de Christchurch em 2019  e por Payton S. Gendron durante o tiroteio em Buffalo em 2022. 
Durante uma entrevista de 2018 com a blogueira mórmon da direita alternativa Ayla Stewart, a nacionalista branca canadense Faith Goldy recomendou o livro de Codreanu Para Meus Legionários — que explicitamente pedia o extermínio dos judeus — chamando-o de "muito, muito, muito, muito preciso, dado muito do que o movimento está falando agora";  ela disse mais tarde que não endossava mais o livro. 
O símbolo da Guarda de Ferro também foi visto no Highlander Research and Education Center em New Market, Tennessee, quando o prédio foi queimado deliberadamente.